# Konsistenztheorie von Klaus Grawe
Die Konsistenztheorie von Klaus Grawe (1998, 2004) versucht Aspekte des psychischen Funktionierens des Menschen psychologisch zu erklären. 

## Erklärung der Theorie
Die Theorie geht davon aus, dass der Organismus nach Übereinstimmung bzw. Vereinbarkeit der gleichzeitig ablaufenden neuronalen und psychischen Prozesse strebt. Diesen Zustand bezeichnete Grawe als Konsistenz.
Je höher die Konsistenz ist, desto gesünder sei der Organismus. Jeder Mensch habe vier Grundbedürfnisse (Orientierung/Kontrolle, Lustgewinn/Unlustvermeidung, Bindung, Selbstwerterhöhung/-schutz), die evolutionär angelegt seien und nach Bedürfnisbefriedigung strebten. Hierzu zitiert Grawe auch ein von Seymour Epstein postuliertes Grundbedürfnis nach Orientierung und Kontrolle.
In Interaktion mit der Umwelt bilden sich, Grawe zufolge, motivationale Schemata mit dem Ziel der Befriedigung dieser Bedürfnisse heraus. Motivationale Schemata sind Grawe zufolge die Mittel, die das Individuum im Laufe seines Lebens entwickelt, um seine Grundbedürfnisse zu befriedigen und sie vor Verletzung zu schützen.
Dabei gebe es Annäherungsschemata und Vermeidungsschemata.
Annäherungsschemata dienten der Erfüllung der Grundbedürfnisse und Vermeidungsschemata dienten der Verhinderung von Verletzungen, Bedrohungen oder Enttäuschungen der Grundbedürfnisse.
Würden die aktivierten motivationalen Ziele verfehlt, trete Inkongruenz auf.
Werden annähernde und vermeidende Tendenzen gleichzeitig aktiviert und hemmen sich dadurch gegenseitig, spricht Grawe von einem motivationalen Konflikt oder motivationaler Diskordanz. Dies sei auch der Fall, wenn sich überhaupt verschiedene Schemata, gleich ob annähernd oder vermeidend, gegenseitig lahm legten.
"Diskordanz und Inkongruenz stellen" in Grawes Theorie "zwei besonders wichtige Formen von Inkonsistenz im psychischen Geschehen dar". Konsistenz werde erreicht, wenn die Grundbedürfnisse ausgeglichen und die motivationalen Ziele erreicht werden.
Wie verschiedene Verhaltensweisen als Mittel eingesetzt werden, um die eigene Bedürfnisbefriedigung als Ziel zu erreichen, lässt sich in einer Plananalyse oder Schemaanalyse erfassen.

## Psychische Grundbedürfnisse nach K. Grawe
In dem Graweschen Modell stehen die psychischen Grundbedürfnisse gleichwertig nebeneinander und sind in keiner hierarchischen Struktur, wie z. B. bei der Maslowschen Bedürfnishierarchie. Nicht erfüllte Grundbedürfnisse werden durch Mangelgefühle wahrgenommen. Übergeordnet stellt sich das Gefühl von Sinnleere ein – im Gegensatz zu Sinnfülle bei ausreichender Befriedigung. Ein dauerhafter Mangel erhöht die Anfälligkeit für psychische Störungen, ähnlich der Anfälligkeit für Krankheiten bei Nichterfüllung der physiologischen Grundbedürfnisse (Nahrung, Wärme, Atmung, Schlaf etc.)

### Bindungsbedürfnis
Bedürfnis nach einer tiefgehenden emotionalen Beziehung mit wichtigen, nicht ohne Weiteres auswechselbaren Bezugspersonen.
Mangelgefühl bei Nichterfüllung: einsam, ausgegrenzt

### Bedürfnis nach Orientierung und Kontrolle
Bedürfnis, die Welt zu verstehen und zukünftige Entwicklungen vorhersehen und beeinflussen zu können.
Mangelgefühl bei Nichterfüllung: hilflos, unsicher, abhängig, gefangen

### Bedürfnis nach Selbstwerterhöhung und Selbstwertschutz
Bedürfnis, sich selbst als "gut" oder "in Ordnung" anzusehen, und entsprechender wertschätzender Rückmeldungen
Mangelgefühl bei Nichterfüllung: minderwertig, beschämt, ungeliebt

### Bedürfnis nach Lustgewinn und Unlustvermeidung
Tendenz, als angenehm empfundene Zustände (positive Stimuli) zu verstärken und als unangenehm empfundene Zustände (negative Stimuli) abzuschwächen. Lust- und Unlusterfahrungen basieren dabei nicht auf objektiven Eigenschaften von Reizen, sondern werden durch emotional-kognitive Bewertungsprozesse bestimmt.
Mangelgefühl bei Nichterfüllung: gelangweilt, abgestumpft, angeödet, gestresst, überlastet, müde

### Konzept der Konsistenz
Konsistenz bezeichnet die Übereinstimmung von Vorstellung und Wirklichkeit. Dieses Bedürfnis wird von Grawe nicht explizit als Grundbedürfnis aufgeführt, sondern als übergreifendes Ziel dargestellt. In der abgeleiteten praktischen Anwendung des Graweschen Models wird es oft gleichrangig als fünftes Grundbedürfnis aufgeführt. Es bezieht sich in dieser Erweiterung nicht nur auf die Erfüllung der vier Grundbedürfnisse, sondern auch auf komplexere weltanschauliche Konzepte wie Moral, Spiritualität und Lebenssinn, also das Bedürfnis ein Leben in Übereinstimmung mit den eigenen Werten führen zu können.